# Соловий, Кристина Ивановна
Кристи́на или Христи́на Ива́новна Солови́й (укр. Христина Іванівна Соловій; род. 17 января 1993, Дрогобыч, Украина) — украинская певица, автор-исполнитель и музыкант. Ее дебютный видеоклип «Тримай» (Держи) вошёл в список самых популярных украиноязычных музыкальных видео на YouTube (ныне более 58 млн просмотров) и сделал певицу призером на премию YUNA-2016 в номинации «Культура и Музыка». Стала первой артисткой, за продюсирование которой взялся Святослав Вакарчук.
В 2022 году вошла в рейтинг «30 самых перспективных украинцев до 30 лет» по версии Forbes.

## Детство
Христина Ивановна Соловий родилась 17 января 1993 года в городе Дрогобыч (Львовская область) в семье хоровых дирижёров, которые познакомились во Львовской национальной музыкальной академии им. Николая Лысенко.
Мать певицы преподаёт хор в старших классах Дрогобычской музыкальной школы. Отец был государственным служащим в отделе культуры Дрогобычского городского совета. Бабушка, Ольга Евгеньевна Скробало, долгое время работала руководителем ансамбля бандуристов. Но с рождением внука (Евгения Соловий), а потом и внучки, ушла на пенсию и занималась воспитанием детей. Она часто пела внукам старинные галицкие песни, рассказывала украинские сказки и легенды. Часто сама писала песни и стихи, немного играла на фортепиано.
В 11 лет Христина узнала, что имеет на четверть лемковское происхождение, после прослушивания песни «Под обла́чком» версии Анички Чеберенчик, что оказало влияние на её дальнейшее мировосприятие и музыкальный вкус.
Окончила музыкальную школу по классу фортепиано. Переехав с семьёй во Львов, три года пела в хоре «Лемковина», возрастной диапазон участников которого составлял 50-80 лет, в то время как Христине было 17. Участие в коллективе очень повлияло на становление её личности. Вместе с хором стала ездить на фестиваль «Лемківська ватра».
«Там я осознала, что Лемковщина осталась в истории. Зато есть люди, в сознании и памяти которых она существует. Они берегут её традиции»Христина Соловий
Родители никогда не настаивали, чтобы Христина с братом занимались лишь музыкой. В итоге брат окончил Львовскую Политехнику, а Христина — филологический факультет Львовского национального университета им. Ивана Франко.

## Музыкальная карьера

### Дебют на телевидении
В 2013 году Соловий исполнила лемковскую песню «Горе долом ходжу» на телевизионном песенном конкурсе «Голос страны-2013» в Украине, после чего попала в команду к продюсеру Святославу Вакарчуку. 20-летняя девушка заявила, что никогда не будет петь российскую поп-музыку и откажется от участия в проекте, если ее выберут Тина Кароль или Александр Пономарёв.
Христина пела преимущественно лемковские композиции и дошла до полуфинала конкурса.
«Моя жизнь поменялась полностью в том смысле, что я почувствовала: наверное, всетаки я должна заниматься музыкой. Когда столько людей поверили в меня после одного эфира, мне показалось, что было бы очень глупо отказываться. Хотя я никогда не представляла, что буду давать концерты, выступать на сцене с микрофоном сама…»Христина Соловий
Благодаря конкурсу Христина начала работу с Святославом Вакарчуком, выпустив несколько клипов на собственные музыку и слова.

### Альбомы

#### 2015:Жива вода
22 сентября 2015 на фестивале ГогольFest состоялся релиз дебютного альбома певицы «Жива вода», состоящий из 12 песен, две из которых —  «Тримай» и «Синя пісня» —  написала сама Христина, а остальные 10 — украинские народные в авторской адаптации Святослава Вакарчука.
Альбом вошел в рейтинг ТОП-10 лучших альбомов 2015 года и ТОП-12 лучших украинских альбомов 2015.
«Каждая из народных песен, которые вошли в этот альбом, в определенный период была для меня эмоциональным всплеском. Большинство из них я пела в народном ансамбле «Лемковина», но долго вынашивала мечту дать этим песням новое дыхание, чтобы их знали и пели молодые люди»Христина Соловий
Запись альбома проходила в Киеве, на студии «ЗвукоЦеха». Саунд-продюсерами альбома стали Милош Елич и Святослав Вакарчук.
«В целом, альбом «Живая вода» заслуживает той же характеристики, которую директор лейбла Nova Records Валерий Тверской предоставил когда-то альбому «Янанебибув» группы «Океан Эльзы»: «Ни одной левой вещи». Двенадцать треков пластинки можно легко прослушать на одном дыхании – и с удовольствием сразу же включить на repeat»Антон Бессонов («Тим Талер»)
Первый клип на песню «Тримай» (Держи) авторства самой Христины вызвал огромный ажиотаж на просторах Интернета. За несколько дней под видео-работой стоял показатель в 1 млн просмотров на YouTube. Второй клип Христины на лемковскую песню «Под облачком» («Под окошком») достиг цифры в 1 миллион просмотров за 5 месяцев после премьеры, в марте 2016 года.
Каждое музыкальное видео Соловий набирает по несколько миллионов просмотров, в то время как видеоклип на песню «Тримай» превысил отметку в 22 миллиона. Интересно, что произведение появилось почти сразу же после первого эфира «Голоса страны».

#### 2018:Любий друг
26 октября 2018 Христина выпустила новый альбом под названием «Любий друг» (Дорогой друг), состоящий почти полностью из авторских песен, вдохновленный личными историями и воспоминаниями певицы, за исключением народной композиции «Оченька мої чорні». Впервые выход авторского сборника был анонсирован еще осенью 2016.
В альбом вошло 11 песен, три из которых были выпущены отдельными синглами — «Хто, як не ти» (Кто, если не ты?), «Fortepiano» и «Шкідлива звичка» (Вредная привычка).
Альбом вошел в рейтинг ТОП-18 лучших украинских альбомов 2018 года.
«Альбом «Дорогой друг» — это сборник прекрасных лирических песен. Тексты Христины Соловий безусловно трогают сердце и душу, ведь они написаны для того, чтобы найти отклик у слушателей»СЛУХ Медиа
Автором слов и музыки в альбоме выступила сама певица. Музыка в песнях «Шкідлива звичка» и «Про Весну» была написана в соавторстве с братом, Евгением Соловий. Не обошлось в альбоме и без авторской адаптации Христины произведений других авторов. Песня «Океан» — это перевод и адаптация стихотворения «memento море» Марии Кевлиной, «Стежечка» — стихотворения Ивана Франко «Отсе тая стежечка», «Оченька мої чорні» — народной буковинской песни. В создании «Дорогого друга» принимал участие и Милош Елич.
В 2019 в продажу поступил ограниченный тираж CD-дисков альбома. Дизайном компакт-диска занимались Андрей Балан, Павел Литвиненко (один из саунд-продюсеров альбома) и Антон Песоцкий.
«Я старалась, чтобы музыка на диске имела ностальгический и чувственный саунд, с теплым, летним настроением. Море - протекающий образ во многих песнях, поэтому мы с Андреем Баланом решили сделать на нем акцент на обложке»Христина Соловий
Сингл Fortepiano, который больше всего раскрывает звучание альбома, собрал уже более 7 млн. просмотров на YouTube.

#### 2018: Кинопроект
В 2018 композиция «Стежечка» (на слова Ивана Франко с авторской адаптацией исполнительницы) из второго альбома «Любий друг» стала официальным саундтреком украинского исторического экшена «Круты 1918».
Одноименный клип, вышедший 22 января 2018 года, состоит из кадров из фильма и отдельно снятых планов с самой Христиной. Режиссером ролика, как и фильма, выступил Алексей Шапарев.
«Эта композиция была написана приблизительно пять лет назад, а ее текст вообще из прошлого столетия. Это очень волнительно, что именно в День соборности Украины им суждено было сойтись в едином времени и пространстве, став сопровождением фильма «Круты 1918»»Христина Соловий
Кроме песни «Стежечка», в фильме прозвучала также еще одна композиция в исполнении Христины Соловий ("Холодно" из репертуара группы «Океан Ельзы»).
«Когда мы думали над музыкальной концепцией ленты, поняли, что в мужской истории нам крайне необходим женский голос, который бы усилил драматургию. И первой, кто пришла в голову, стала Христина Соловий, душа современной украинской песни. Мы, создатели фильма, радуемся, что у нас получилось такое плодотворное сотрудничество»Продюсер фильма «Круты 1918» Андрей Корниенко

## Артистизм

### Музыкальный стиль
Музыкальные критики Украины называют Христину украинской фолк, фолк-рок, поп, инди-поп, дрим-поп, поп-рок певицей и автором песен, а также поп-фолком нового поколения.
«Мне трудно определять жанры своих песен. Но мне кажется, что это откровенная альтернатива традиционной поп-музыке в Украине. Несколько отошла от ведущей роли акустической гитары в своей музыке. Появилось больше электроники в песнях. Это придало пространства и атмосферности»Христина Соловий

### Влияние
Будущая певица стала соприкасаться с музыкой ещё в детстве в семейном кругу. Огромное впечатление на девочку произвел балет «Щелкунчик», просмотренный в Львовском оперном театре в трехлетнем возрасте. Уже в школьные годы стала проявляться эклектичность музыкальных вкусов Христины: любовь к народной и хоровой музыке сочеталась с такими исполнителями, как Руки Вверх!, МакSим, Потап и Настя. Со временем любимыми исполнителями стали «Сплин» ,Земфира, Океан Ельзи», Нина Матвиенко, Руслана, Тина Кароль, англоязычные группы Eagles, Queen, The Rasmus. Любовь к хорам и народной музыке сохранилась, но Христина старалась ее не афишировать из-за возможного непонимания со стороны сверстников. Из творческих личностей также высоко оценивает Сержа и Шарлотту Генсбур.
Любимые писатели — Владимир Набоков и Хорхе Луис Борхес, любимое произведение — «Лолита».
Любимый режиссер — Ларс фон Триер.
«Я очень проникаюсь им, увлекаюсь его личностью, читаю биографию, а потом думаю: «Всё, хватит этого мрачняка»Христина Соловий

## Другая деятельность

### Студенческие годы
В 2009 поступила на филологический факультет на специальность «Литературная критика», так как хотела крепко связать жизнь с литературой. Обучение в ЛНУ, как и переезд во Львов, очень повлияли как на развитие личности Христины, так и на ее уровень самосознания. Любимые лекторы — Ирина Старовойт (история мировой литературы) и Ростислав Чопик (история украинской литературы).
С первого же курса попала во львовскую богемную среду. Среди близкого окружения певицы были писатели, переводчики, актеры и художники.  Именно в это время Христина впервые запела лемковские песни, в узком кругу единомышленников.

### Социальный активизм
В 2018 году поддержала гуманистическую инициативу UAnimals и появилась на красной дорожке национальной кинопремии Золотая дзига в футболке «Цирк без животных», а также на официальной странице Facebook обратилась с призывом запретить притравочные станции.
«Признаюсь, ещё в прошлом году я даже не догадывалась о существовании этих ужасных застенков для животных. Оно и не удивительно, потому что в XXI веке сложно даже представить подобную жестокость. Прямо сейчас по всей Украине продолжают работать десятки притравочных станций, где охотничьих собак обучают отслеживать и убивать животных»Христина Соловий
Певицу всегда вдохновляла и восхищала зоозащитная деятельность Брижит Бардо.
В том же году присоединилась к акции в поддержку украинского режиссёра Олега Сенцова, осуждённого в России по обвинению в терроризме.
6 июля 2023 во время российской ракетной атаки на Львов Христина находилась в этом городе. После атаки она написала: «Весь двор усыпан осколками стекла из окон. Но дети уже играют на площадке. И я тоже прихожу немножко в себя. Но ночью было очень страшно».

## Премии
| Год  | Премия       | Номинация              | Результат | Примечания    |
| ---- | ------------ | ---------------------- | --------- | ------------- |
| 2015 | Стартап года | Культура и музыка      | Победа    |               |
| 2016 | YUNA         | Найкращий відеокліп    | Победа    | клип «Тримай» |
| 2017 | «# Селекция» | Выбор публики          | Победа    |               |
| 2019 | YUNA         | Лучшая исполнительница | Призер    |               |

В 2015 радио «Аристократы» вручило Христине награду как лучшему «Стартапу года» в номинации «Культура и музыка».
В 2016 на музыкальной премии YUNA Music Award for Discovery of the Year получила награду в номинации «Найкращий відеокліп» за музыкальный клип на песню «Тримай». Также выступала и в рамках церемонии награждения.
В 2017 получила награду «Выбор публики» музыкальной премии «# Селекция» от радиостанции «Джем ФМ». Голосование проходило на сайте Radioclub.
В 2018 по версии журнала «Фокус» вошла в Рейтинг «100 самых влиятельных женщин» и «100 самых влиятельных украинцев».
В 2019 на музыкальной премии YUNA-2019 была номинирована на «Лучшую исполнительницу» наряду с такими исполнителями, как Джамала, Настя Каменских, TAYANNA и Оля Полякова.

## Дискография

### Студийные альбомы
- 2015 — Жива вода (Живая вода)
- 2018 — Любий друг (Дорогой друг)

### Синглы
- 2015 — Тримай (Держи)
- 2015 — Синя пісня (Синяя песня)
- 2016 — Хто, як не ти? (Кто, если не ты?)
- 2017 — Fortepiano
- 2018 — Шкідлива звичка (Вредная привычка)
- 2018 — Стежечка (Тропинка)
- 2019 —  Холодно (кавер-версия)
- 2020 – Коала
- 2021 – Втікала
- 2022 – Українська лють
- 2022 – Я твоя зброя